# Lucy-le-Bois
Lucy-le-Bois is een gemeente in het Franse departement Yonne (regio Bourgogne-Franche-Comté) en telt 365 inwoners (1999). De plaats maakt deel uit van het arrondissement Avallon.

## Geografie
De oppervlakte van Lucy-le-Bois bedraagt 10,5 km², de bevolkingsdichtheid is 34,8 inwoners per km².
De onderstaande kaart toont de ligging van Lucy-le-Bois met de belangrijkste infrastructuur en aangrenzende gemeenten.

## Demografie
Onderstaande figuur toont het verloop van het inwonertal (bron: INSEE-tellingen).